# Luis M. Chiappe
Luis María Chiappe est un paléontologue et un paléo-ornithologue américain, né à Buenos Aires en Argentine qui s'est fait connaître surtout pour sa découverte des premiers nids de sauropodes en Patagonie en 1997. Il est l'actuel vice-président des recherches et des collections du musée d'histoire naturelle du comté de Los Angeles, et le conservateur du « Dinosaur Hall » de ce musée.
Il a été précédemment chercheur post-doctorant au muséum américain d'histoire naturelle, à New York.  
Il est célèbre mondialement pour ses recherches sur l'origine des premiers oiseaux.

## Ouvrages
En plus de ses nombreuses publications, il a publié ou collaboré aux livres suivants :
- (en) Chiappe, L.M. Qingjin, M. 2016. Birds of Stone.(Johns Hopkins University Press, 2016),  (ISBN 978-1421420240).
- (en) Chiappe, L.M. 2007. Glorified Dinosaurs: The Origin and Early Evolution of Birds. (Wiley-Liss,2007),  (ISBN 978-0471247234).
- (avec Dingus K) ; (en) The Tiniest Giants: Discovering Dinosaur Eggs (Doubleday Books, 1999),  (ISBN 0385326424).
- (avec Dingus K) ; (en) Walking on Eggs: The Astonishing Discovery of Thousands of Dinosaur Eggs in the Badlands of Patagonia (Scribner,2001),  (ISBN 0-7432-1377-7).
- (avec Witmer L) ; (en) Mesozoic Birds: Above the Heads of Dinosaurs (University of California Press, 2002),  (ISBN 0-520-20094-2).